# Banie
Banie (deutsch Bahn) ist ein Dorf (ehemalige Stadt) in der polnischen Woiwodschaft Westpommern. Es ist Verwaltungssitz der Gmina Banie (Landgemeinde Bahn) im Powiat Gryfiński (Greifenhagener Kreis). Vom 13. Jahrhundert bis 1945 gehörte es zu den ältesten Städten Pommerns.

## Geographische Lage

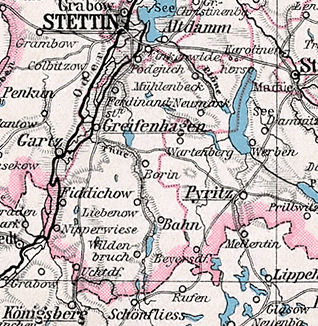
Bahn südlich von Stettin und nordöstlich von Königsberg Nm. auf einer Landkarte von 1905

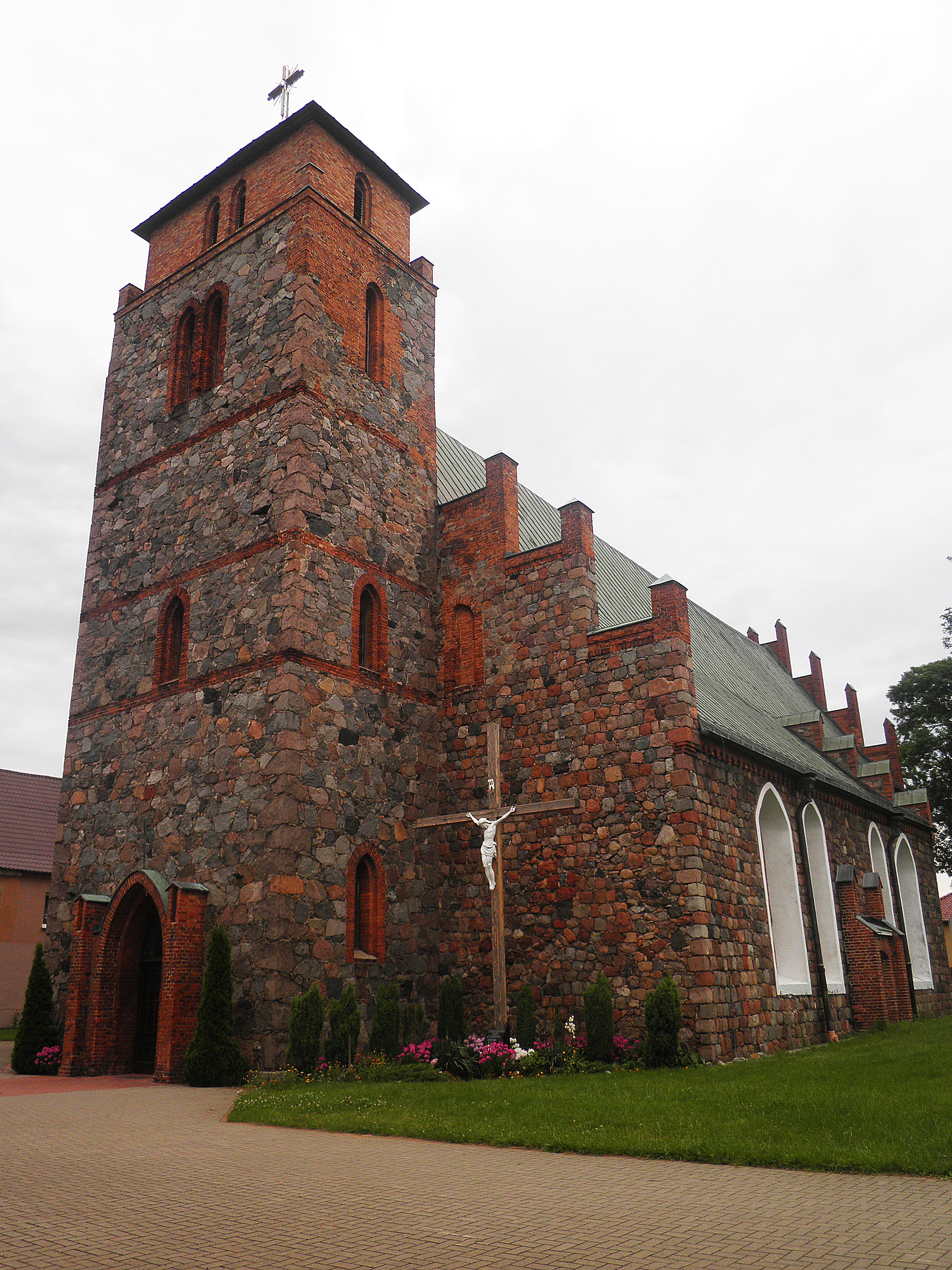
Stadtkirche

Die Ortschaft liegt in Hinterpommern, etwa 35 Kilometer südlich von Stettin (Szczecin) inmitten einer fruchtbaren Ackerbaulandschaft am rechten Ufer des Flüsschens Thue (poln. Tywa). Die nächstgelegenen größeren Städte sind Gryfino (Greifenhagen) im Nordwesten und Pyrzyce (Pyritz) in östlicher Richtung. In 25 Kilometer Entfernung befindet sich ein Grenzübergang nach Schwedt.

## Geschichte

Bahn (Bahnen) südsüdöstlich des Stettiner Haffs und der Stadt Stettin, rechts der Oder, südwestlich des Madüsees (Madui Lacus) und südöstlich der Stadt Greifenhagen (Griffenhagen) auf der Lubinschen Karte von 1618 (Ausschnitt)

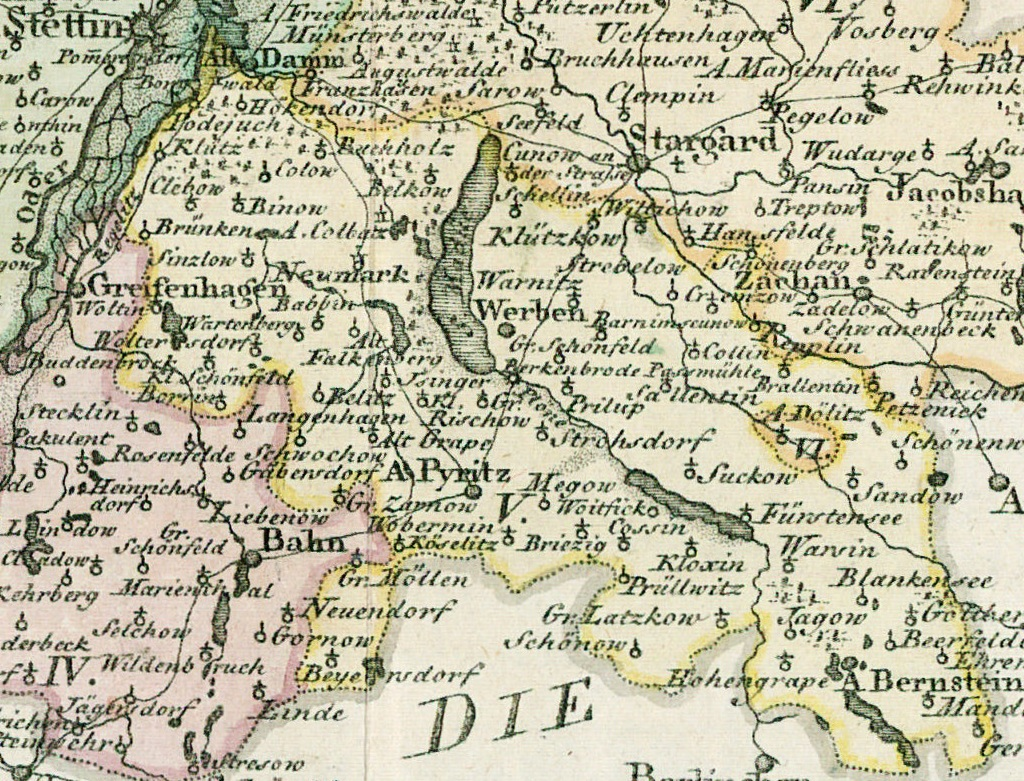
Bahn südöstlich von Greifenhagen und westsüdwestlich von Pyritz auf einer Landkarte des 18. Jahrhunderts

Das Gebiet um Bahn war schon zur Spätbronzezeit (um 1000 v. Chr.) besiedelt, wie ein 1936 bei Ausgrabungen gefundenes Urnenfeld belegt.

### Mittelalter

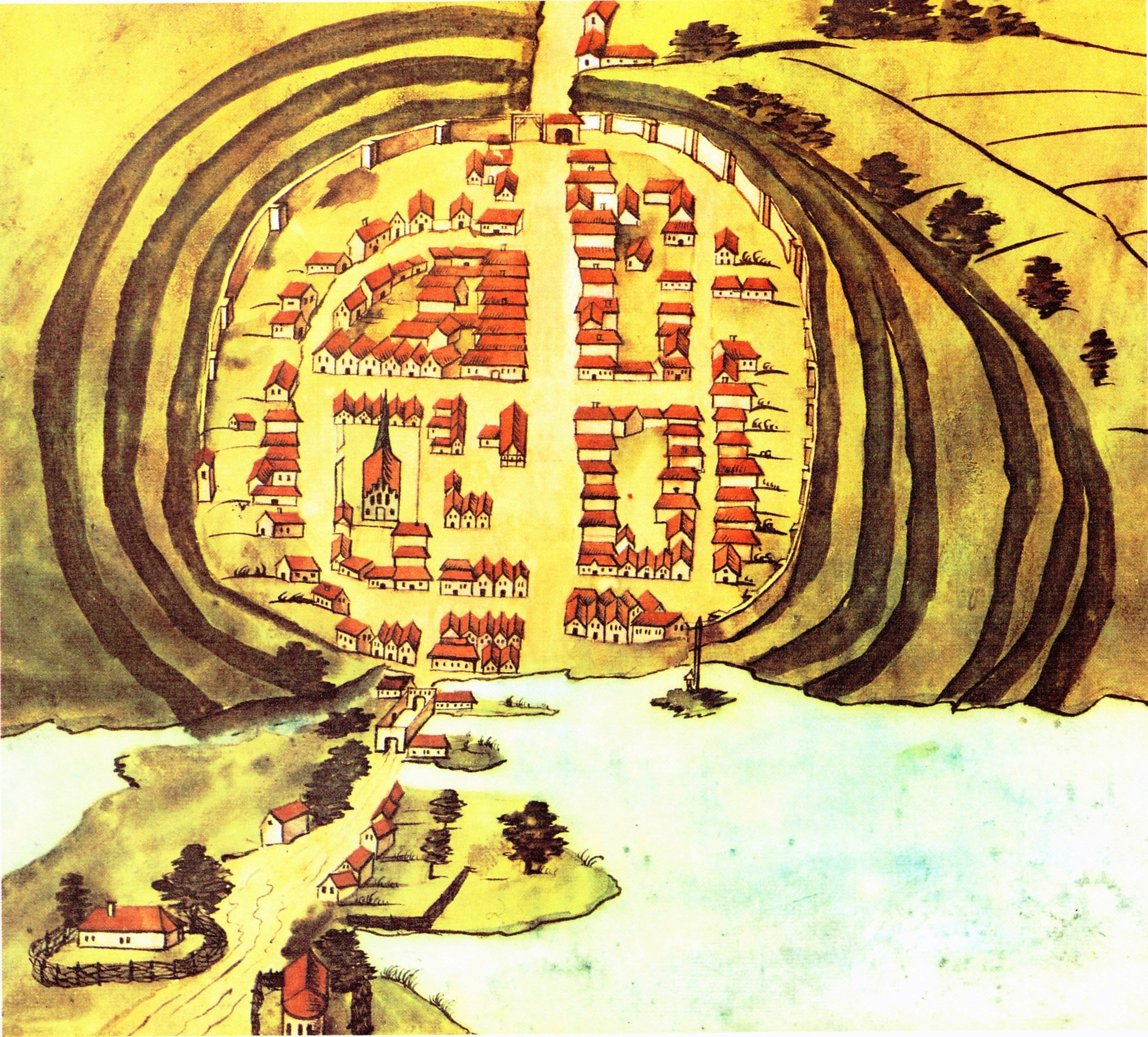
Plan der Stadt Bahn, ca. 1611/1615 (aus der Stralsunder Bilderhandschrift)

Im frühen Mittelalter wurde die Gegend von einem wendischen Burgwall beherrscht. Von Beginn der Entwicklung der pommerschen Herzogtümer (12. Jahrhundert) an lag Bahn stets an deren südlicher Peripherie. Bahn wird als Stadt in einer Schenkungsurkunde von 1234 erwähnt, mit der Pommernherzog Barnim I. das Bahner Land dem Templerorden schenkt. Wann das Stadtrecht verliehen wurde, ist nicht bekannt.
Nachdem der Templerorden 1312 aufgehoben worden war, ging die Herrschaft an den Johanniterorden über. 1330 eroberte Brandenburg während seines Grenzkrieges mit Pommern die Stadt, doch 1345 übernahm Pommern durch Herzog Barnim III. die Lehnshoheit über die Stadt. Das Schloss Bahn war im Besitz des Johanniterordens geblieben, dessen Herrenmeister Detlof von Waldmode sich 1399 mit den Bürgern der Stadt in Streitigkeiten einließ, in deren Folge er erschlagen wurde. Als Buße musste die Stadt bis in das 16. Jahrhundert hinein jährlich 25 Gulden an den Orden entrichten und ein Mordkreuz aufstellen.
1417 wurde von den Johannitern das St.-Georgen-Hospital gegründet. Zu dieser Zeit entstanden auch die Bahner Passionsspiele. Sie gingen in die Geschichte ein, als 1498 die Hauptdarsteller anlässlich eines Eifersuchtsdramas erschlagen wurden. Das Passionsspiel wurde daraufhin für alle Zeiten verboten und der Kirchenbann über die Stadt verhängt. Die pommerschen Chronisten des 16. Jahrhunderts überliefern, dass daraufhin in Pommern die Redewendung „Dat geit tau as dat Späl tom Bahn (Das geht zu wie das Spiel zu Bahn)“ gebräuchlich wurde. Damit wurde eine Situation beschrieben, die in bester Absicht entstanden sich genau in das Gegenteil verkehrte.
Als es 1478 wieder einmal zu Grenzkonflikten mit Brandenburg kam, wurde Bahn am 24. Juli 1478 von den brandenburgischen Truppen erobert und zerstört, einschließlich der Stadtmauer. Im Friedensschluss von Prenzlau am 26. Juni 1479 erhielt Pommernherzog Bogislaw X. die Stadt Bahn zurück, die er daraufhin wieder dem Johanniterorden überließ.

### Frühe Neuzeit
1563 wurde der Stadt durch den Herrenmeister des Johanniterordens Thomas Runge das Meistergeld erlassen. 1578 genehmigte Herzog Ernst Ludwig drei Vieh- und Pferdemärkte.
Während des Dreißigjährigen Kriegs war Bahn durch Stadtbrände, Einquartierungen, Konfiszierungen von Getreidevorräten und Vieh sowie durch Plünderungen stark in Mitleidenschaft gezogen worden. Viele Bürger verließen die Stadt. Im Frühjahr 1640 waren zahlreiche Höfe verlassen, zerstört oder verwahrlost, die Felder unbestellt, es war kein Vieh mehr vorhanden, und von der Bürgerschaft wohnten in der Stadt nur noch neunzehn Personen, deren Namen bekannt sind.
Nach den Landesteilungen von 1532/1541 und 1569 gehörte Bahn zusammen mit dem Besitz der Johanniterkomturei Wildenbruch zum Herzogtum Pommern-Wolgast. Aus dem Jahr 1590 stammt die älteste überlieferte Stadtrolle, eine aus 67 Artikeln bestehende Vorschriftensammlung in hochdeutscher Sprache, die der Bürgerschaft jährlich auf der Bürgersprache vorgelesen wurde. Die Stadtrolle wurde offenbar allein durch den Rat der Stadt abgefasst, ohne Mitwirkung des Johanniterordens oder gar des pommerschen Herzogs.
Nach dem Aussterben des pommerschen Herzogsgeschlechts der Greifen während des Dreißigjährigen Kriegs kam Bahn durch den Westfälischen Frieden 1648 zunächst an Schweden, das Pommern zuvor besetzt gehalten hatte. Erst nach dem schwedisch-brandenburgischen Krieg, in dem Schweden den östlich der Oder gelegenen hinterpommerschen Gebietsstreifen verlor, kam die Stadt durch den Frieden von Saint-Germain 1679 zu Brandenburg. Sie wurde zu Beginn des 18. Jahrhunderts in den Greifenhagener Kreis, aus dem 1818 der Landkreis Greifenhagen hervorging, eingegliedert. Bei einem Stadtbrand 1690 wurde die aus dem 13. Jahrhundert stammende Maria-Magdalena-Kirche bis auf die Grundmauern zerstört, sie wurde erst 1716 endgültig wiederhergestellt. Die letzten Reste der alten Stadtbefestigung wurden 1768 bis auf den heute noch vorhandenen Pulverturm abgerissen.

### 19. und 20. Jahrhundert
Im Jahr 1895 erhielt Bahn durch die Greifenhagener Kreisbahnen eine Kleinbahnverbindung nach Greifenhagen. Weil aber kein direkter Anschluss an das preußische Eisenbahnnetz geschaffen wurde, berührte die Industrialisierung Ende des 19. Jahrhunderts die Stadt kaum. Auch vom Glanz der früheren Marktgerechtigkeit mit jährlich vier Jahrmärkten war nicht viel übriggeblieben, Bahn ging als kleine Ackerbürgerstadt in das 20. Jahrhundert. Am Anfang des 20. Jahrhunderts gab es in Bahn eine evangelische Kirche und eine Synagoge.
Die Jüdische Gemeinde Bahn bestand seit der ersten Hälfte des 18. Jahrhunderts bis in die Zeit des Ersten Weltkriegs.  Das Gedenkbuch des Bundesarchivs verzeichnet vier in Bahn wohnhafte jüdische Bürger, die dem Holocaust zum Opfer fielen.
Im Jahr 1925 gab es in der Stadt Bahn 15 Wohnplätze:
- Bahn
- Charlottenruh
- Dehns Mühle
- Dorotheenhof
- Hochheim
- Kleinbahnhof Bahn
- Krönings Etablissement
- Kubes Ziegelei
- Landhof
- Marienaue
- Molkerei
- Neus Mühle
- Sankt Georgen-Hospital
- Schmidtshof
- Stadtforsthaus Bahn

Bis 1945 gehörte Bahn zum Landkreis Greifenhagen im Regierungsbezirk Stettin der Provinz Pommern des Deutschen Reichs. 
Gegen Ende des Zweiten Weltkriegs wurde Bahn im Frühjahr 1945 von der Roten Armee besetzt und nach Beendigung der Kampfhandlungen – wie ganz Hinterpommern, ohne die militärischen Sperrgebiete – seitens der sowjetischen Besatzungsmacht der Volksrepublik Polen zur Verwaltung überlassen und in Banie umbenannt. Anschließend wurde die deutsche Bevölkerung von der polnischen Administration aus Bahn vertrieben und durch Polen ersetzt.

### Demographie

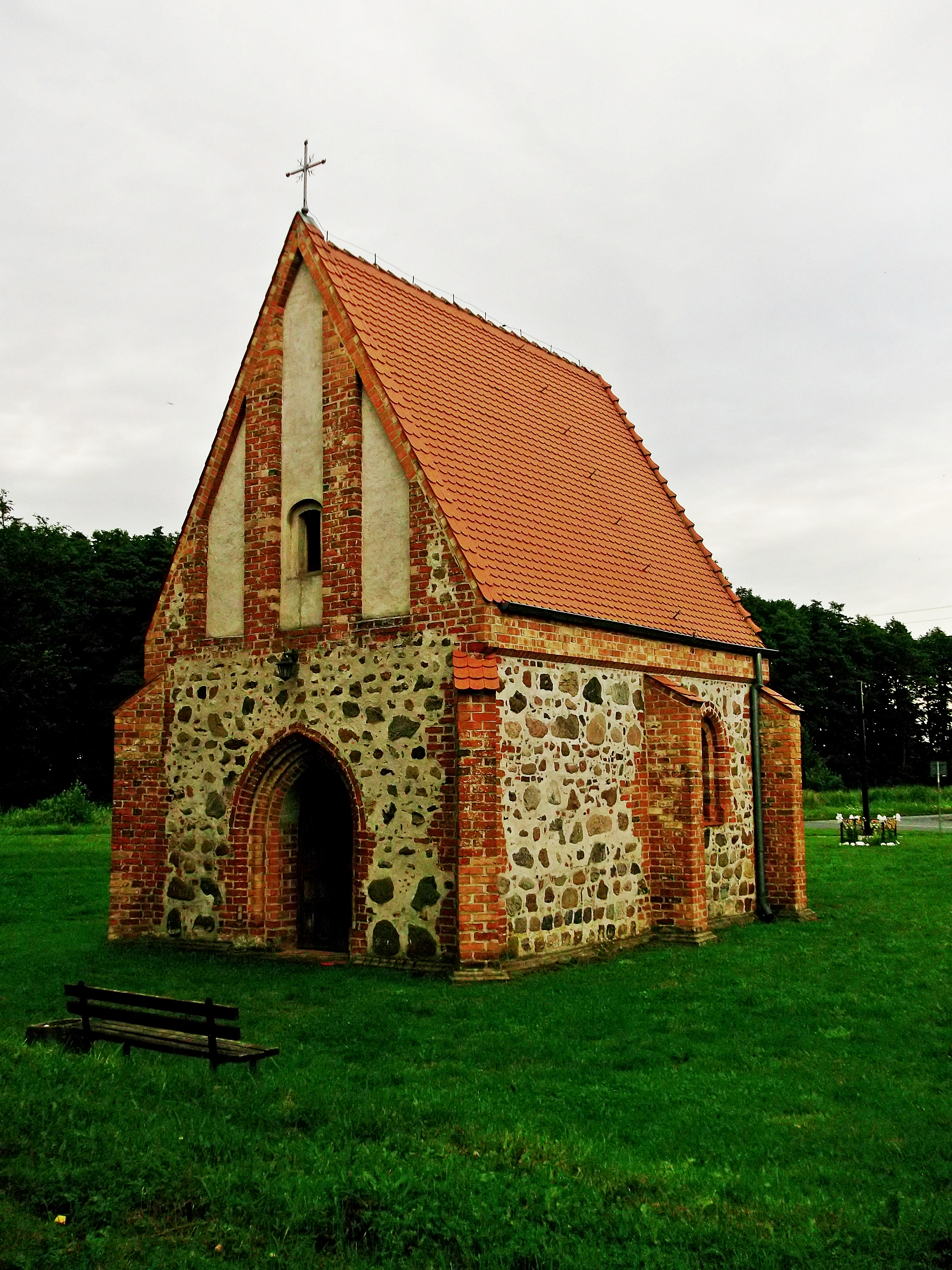
St.-Georgs-Kapelle

| Jahr | Einwohner | Anmerkungen                                                                                         |
| ---- | --------- | --------------------------------------------------------------------------------------------------- |
| 1740 | 1619      | [ 11 ]                                                                                              |
| 1782 | 1153      | davon 42 Juden                                                                                      |
| 1791 | 1273      | davon 33 Juden                                                                                      |
| 1794 | 1278      | davon 33 Juden                                                                                      |
| 1812 | 1069      | davon sechs Katholiken, 51 Juden                                                                    |
| 1816 | 1396      | davon neun Katholiken, 73 Juden                                                                     |
| 1822 | 1577      | [ 13 ]                                                                                              |
| 1831 | 1744      | davon fünf Katholiken, 86 Juden                                                                     |
| 1843 | 2140      | davon neun Katholiken, 87 Juden                                                                     |
| 1852 | 2406      | davon sieben Katholiken, 97 Juden                                                                   |
| 1861 | 2651      | davon acht Katholiken, 96 Juden                                                                     |
| 1862 | 2728      | davon acht Katholiken, 96 Juden                                                                     |
| 1867 | 2981      | am 3. Dezember                                                                                      |
| 1871 | 3043      | am 1. Dezember, davon 2933 Evangelische, sieben Katholiken, 103 Juden                               |
| 1875 | 3003      | [ 16 ]                                                                                              |
| 1880 | 3146      | [ 16 ]                                                                                              |
| 1900 | 2708      | meist Evangelische                                                                                  |
| 1925 | 2590      | davon 2521 Evangelische, 30 Katholiken, vierzehn Juden, eine bekenntnislose Person, 24 ohne Angaben |
| 1933 | 2785      | [ 16 ]                                                                                              |
| 1939 | 2885      | [ 16 ]                                                                                              |

## Sehenswürdigkeiten
- Kirche Unserer Lieben Frau, Hilfe der Christen, bis 1945 evangelische Stadtkirche. Mitte des 13. Jahrhunderts aus Granitblöcken erbaute spätromanische Basilika mit drei Schiffen. Nach dem Stadtbrand 1478 erhielt die Kirche ein neues Gewölbe und Spitzfenster in den Wänden der Schiffe. Nach einem weiteren Brand im Jahr 1690 wurden die Gewölbe und der Turm zerstört. Das Gebäude erhielt eine Flachdecke, der Turm eine barocke Kuppel. Die Innenräume wurden den Bedürfnissen der lutherischen Religion angepasst. Damals wurden der Altar, die Kanzel sowie die Emporen eingebaut und von 1763 bis 1795 die Orgel. Nach einem Brand im Jahr 1853 wurde die an das Gebäude angrenzende Sakristei abgerissen, ein neuer Turm errichtet sowie Giebel, die die Fassaden des Kirchenschiffs krönten. Nach der Zerstörung im Zweiten Weltkrieg wurde der 52 Meter hohe Turm nur auf eine Höhe von 18 Metern wieder aufgebaut.
- St.-Georgs-Kapelle, 1417 für den Johanniterorden als Zufluchtsort für Kranke und Aussätzige im gotischen Stil errichteter rechteckiger Saalbau aus Granit, Feld- und Backstein, in der im 15. Jahrhundert Passionsspiele stattfanden. Die Kapelle blieb auch nach der Reformation katholisch und wurde Ende des Zweiten Weltkriegs zerstört. Die Ruine der Kapelle wurde am 5. Dezember 1963 in das Denkmalverzeichnis eingetragen. Sie wurde von 1997 bis 1998 wieder aufgebaut und erfüllt seit dem 25. Mai 1998 erneut religiöse Funktionen.
- Pulverturm, Rest der mittelalterlichen Stadtbefestigung, erbaut im 14. Jahrhundert.

## Persönlichkeiten

### Söhne und Töchter des Ortes
- Adam Hamel († 1620), deutscher evangelischer Theologe, Superintendent des Stifts Kolberg-Cammin
- Jodocus Andreas Hiltebrandt (1667–1746), deutscher evangelischer Theologe, Archidiakon in Stargard
- Karl von Borcke (1800–1870), preußischer Generalmajor, zuletzt Kommandeur des 16. Infanterieregiments
- Franz von Borcke (1802–1886), preußischer Generalleutnant, zuletzt Kommandeur der 15. Infanterie-Brigade
- Ludwig von Borcke (1804–1888), preußischer General der Infanterie, zuletzt Kommandierender General des stellvertretenden I. Armee-Korps
- Wilhelm von Borcke (1807–1867), preußischer Generalleutnant, zuletzt Kommandeur der 14. Infanteriebrigade
- Julius Nagel (1809–1884), deutscher evangelischer Theologe, Mitglied des Oberkirchenkollegiums der Evangelisch-Lutherischen Kirche in Preußen
- Oskar Rieding (1846–1916), deutscher Violinist, Musikpädagoge und Komponist
- Paul Hagemeister (1868–1941), deutscher Politiker (DDP), Regierungspräsident in Minden
- Carl Steinbrück (1869–1945), Danziger Politiker (DNVP), Mitglied des Danziger Volkstages
- Erich Nadler (1881–1960), deutscher Schauspieler

### Mit dem Ort verbunden
- Karl Jakob Hiltebrandt (1629–1679), ab 1661 evangelischer Pfarrer und Propst zu Bahn, war Gesandter des schwedischen Königs
- Willi Seroski (1874–1947), deutscher Kommunalpolitiker, lebte auf der Flucht zwischen August 1944 und Februar 1945 in der Stadt